# Ernest John Spooner
Konteramiral Ernest John Spooner, DSO, född 1887, död 1942, var en hög brittisk sjöofficer i Royal Navy i Singapore under den japanska invasionen av Malackahalvön under andra världskriget och det följande slaget om Singapore.

## Tidig karriär
Spooner började på West Downs School i Winchester år 1898. Efter genomförd skolutbildning gick han med i Royal Navy. Han blev kvar i flottan under första världskriget och gifte sig med sopranen Megan Foster år 1926. Vid den tiden hade Spooner graden kommendörkapten.
När andra världskriget bröt ut hade han nått graden konteramiral. År 1941 fick han order att bege sig till Singapore för att ta över efter konteramiral Drew som "Rear Admiral, Malaya". Den här positionen gjorde honom till chef över sjöoperationer i vattnen kring Singapore.

## Malayafälttåget
När japanerna började sin invasion av Malackahalvön den 8 december 1941 hade Spooner två direkt överordnade: amiral Sir Tom Philips (C-in-C Eastern Fleet) och viceamiral Geoffrey Layton (Senior Naval Officer, Malaya). Amiral Philips dödades dock när hans flaggskepp HMS Prince of Wales sänktes tillsammans med HMS Repulse den 10 december av japanska bombare. Den 5 januari 1942 flyttade viceamiral Layton, som hade ersatt Phillips, sitt högkvarter till ön Java för att organisera rationaliseringen av supportkonvojer till Nederländska Indien och Malaya. Detta gjorde att Spooner blev högsta sjöofficer i Singapore.
I slutet av januari hade Royal Navy nästan ingen riktigt styrka kvar i Malaya och beslut togs att överge Singapore och istället vända sig till Java. De flesta av sjömännen evakuerades ombord på handelsfartyget Empire Star den 12 februari men Spooner och några andra stannade kvar för att assistera organiseringen av evakueringen av civila från ön vilket nu bara var dagar från kapitulation. Spooners fru var en av dem som evakuerades.
Evakueringen var en dyster affär på grund av förhållanden bortom Spooners kontroll. Situationen hade blivit så förfärlig att ingenting mer än rudimentära samkörningar var omöjliga. Dessutom förstörde japanska sjö- och luftburna styrkor i området kring Malaya de flesta av fartygen som lämnade Singapore de sista dagarna före kapitulationen den 15 februari. En av farkosterna som gjorde flyktförsök var den som transporterade Spooner, Air Vice-Marshal Conway Pulford och ungefär ett 40-tal andra. Farkosten attackerades av japanska flygplan och passagerarna blev strandsatta på en liten ö vid namn Chibia. Chibia var en del av Jujugruppen, belägen norr om ön Bangka och var obebodd. Än värre fanns det heller inget färskvatten. Trots brittiska räddningsförsök blev de strandade flyktingarna kvar på ön i närmare två månader innan sjukdomar och svält gjorde att man gav upp till japanerna. Vid den tidpunkten hade både Spooner och Pulford dött av utmattning och malaria.